# Ельче (футбольний клуб)
«Е́льче» (ісп. Elche Club de Fútbol, S.A.D., вал. Elx Club de Futbol, S.A.D.) — іспанський футбольний клуб з однойменного міста. Заснований 1923 року. Домашні матчі проводить на стадіоні «Мануель Мартінес Валеро», який вміщує 36 017 глядачів.